# Tibor Harsányi
Tibor Harsányi (ur. 27 czerwca 1898 w Magyarkanizsa, zm. 19 kwietnia 1954 w Paryżu) – węgierski kompozytor i pianista.

## Życiorys
Studiował w Akademii Muzycznej w Budapeszcie, gdzie jego nauczycielami byli Zoltán Kodály (kompozycja) i Sándor Kovács (fortepian). W 1923 roku osiadł w Paryżu. Wspólnie z m.in. Aleksandrem Tansmanem, Aleksandrem Czeriepninem i Marcelem Mihalovici tworzył grupę zwaną École de Paris, skupiającą kompozytorów obcego pochodzenia. Koncertował w krajach europejskich, wykonując muzykę własną i innych członków grupy. Był też animatorem założonego przez Pierre’a-Octave Ferrouda stowarzyszenia Triton, propagującego współczesną muzykę kameralną. Podczas II wojny światowej przebywał na południu Francji. Po 1945 roku wznowił działalność koncertową. Jego utwory wykonano na festiwalach Międzynarodowego Towarzystwa Muzyki Współczesnej w Londynie (1946) i Salzburgu (1952). W 1950 roku otrzymał Prix Italia za operę radiową lllusion.

## Twórczość
Tworzył muzykę osadzoną w tradycjach francuskich, o klarownej formie. W niektórych utworach wykorzystywał elementy węgierskiego folkloru muzycznego, które jednak nie odgrywały roli decydującej w budowaniu tematów. W swoich kompozycjach opierał się na drobnych formach motywicznych o ostrych konturach, posługiwał się dysonansową harmoniką, choć ujętą w ramy tonalne. Od początku lat 20. XX wieku w niektórych utworach wprowadzał elementy zaczerpnięte z muzyki jazzowej.

## Wybrane kompozycje
(na podstawie materiałów źródłowych)

### Utwory orkiestrowe
- Suita (1927)
- Uwertura symfoniczna (1929)
- Aria, cadence et rondo na wiolonczelę i orkiestrę (1930)
- Concertstück na fortepian i orkiestrę (1930)
- La joie de vivre (1933)
- Suite hongroise (1935, nowa wersja 1940)
- Koncert skrzypcowy (1941)
- Concertino na 2 skrzypiec i orkiestrę kameralną (1941)
- Sérénade na trąbkę i orkiestrę smyczkową (1943)
- Figures et rythmes (1945)
- Danses variées (1945)
- Divertissement français (1946)
- Rhapsodie burlesque (1948)
- Symphonie en ut (1951)

### Utwory kameralne
- Sonatina na skrzypce i fortepian (1918)
- 2 kwartety smyczkowe (I 1925, II 1935, nowa wersja 1943)
- 3 pièces na skrzypce i fortepian (1926)
- Sonata na skrzypce i fortepian (1926)
- Trio fortepianowe (1926)
- Duo na skrzypce i wiolonczelę (1926)
- Nonet na 5 instrumentów dętych i kwartet smyczkowy (1927)
- Sonata na wiolonczelę i fortepian (1928)
- Concertino na fortepian i kwartet smyczkowy lub orkiestrę smyczkową (1931)
- Trio smyczkowe (1934)
- Rapsodia na wiolonczelę i fortepian (1938)
- koncert poranny Piquenique na 2 skrzypiec, wiolonczelę, kontrabas, fortepian i perkusję (1951)
- Sonata na altówkę i fortepian (1954)

### Utwory fortepianowe
- 4 morceaux (1924)
- La semaine (1924)
- Rapsodia (1924)
- Novelette (1925)
- Sonata (1926)
- 2 burlesques (1927)
- 5 préludes brefs (1928)
- Rythmes (1929)
- Suite brève (1930)
- 5 études rythmiques (1934)
- Pastorales (1934)
- 3 pièces lyriques (1944)
- 3 impromptus (1952)

### Utwory wokalno-instrumentalne
- Cantate de Noël na chór, flet i orkiestrę smyczkową (1939)

### Opery
- opera kameralna Les Invités (wyst. Gera 1930)
- opera radiowa Illusion (wyst. Paryż 1949)

### Balety
- Le Dernier Songe (wyst. Budapeszt 1920)
- Pantins (wyst. Paryż 1938)
- Chota Roustaveli, wspólnie z Arthurem Honeggerem i Aleksandrem Czeriepninem (wyst. Monte Carlo 1945)
- L’Amour et la vie (1951)